# François Camille Van Ronslé
François Camille Van Ronslé CICM (* 18. September 1862 in Lovendegem; † 14. November 1938 in Boma, Belgisch Kongo) war ein belgischer römisch-katholischer Ordensgeistlicher und Apostolischer Vikar von Léopoldville.

## Leben
François Camille Van Ronslé studierte Philosophie und Katholische Theologie am Priesterseminar in Gent. Er empfing am 18. Dezember 1886 durch den Koadjutorbischof von Gent, Henri-Charles-Camille Lambrecht, das Sakrament der Priesterweihe für das Bistum Gent. Später trat Van Ronslé der Ordensgemeinschaft der Kongregation vom Unbefleckten Herzen Mariens bei und legte am 29. Juni 1889 die Profess ab. Anschließend wurde er als Missionar nach Belgisch Kongo entsandt.
Am 5. Juni 1896 ernannte ihn Papst Leo XIII. zum Titularbischof von Tymbrias und zum ersten Apostolischen Vikar von Léopoldville. Der Erzbischof von Mecheln, Pierre-Lambert Kardinal Goossens, spendete ihm am 24. Februar 1897 in der Kathedrale St. Michael und St. Gudula in Brüssel die Bischofsweihe; Mitkonsekratoren waren der Bischof von Gent, Antoine Stillemans, und der Weihbischof in Mecheln, Joseph van der Stappen.
Papst Pius XI. nahm am 4. März 1926 das von Van Ronslé vorgebrachte Rücktrittsgesuch an.